# Aberdyfi
Aberdyfi (em português:  Foz do rio Dyfi), ou Aberdovey (a ortografia anglicizada ainda está em uso comum) é uma aldeia e comunidade no lado norte do estuário do rio Dyfi em Gwynedd, na costa oeste do País de Gales.
A aldeia foi fundada em torno do porto e da indústria de construção naval, mas atualmente é mais conhecida como uma estância balneária com uma praia de excelente qualidade. O centro da aldeia está localizado às margens do rio e à beira-mar, em torno do porto original, do píer e da praia. Estende-se também desde a costa até a encosta íngreme em meio a paisagens costeiras típicas galesas de colinas verdes íngremes e fazendas de ovelhas. Penhelig, com a sua própria estação ferroviária, é a parte oriental da cidade.
Aberdyfi é uma atração turística popular, com muitos turistas que retornam nos feriados, especialmente vindos das áreas metropolitanas da Inglaterra, como Midlands Ocidentais, que fica a menos de 160 quilômetros a leste. Uma proporção relativamente grande de casas na aldeia são agora casas de férias, resultando na valorização imobiliária. A aldeia está situada dentro dos limites do Parque Nacional de Snowdonia. No censo de 2011, 38,5% da população de Aberdyfi se identificaram como galeses (ou associados).

## História

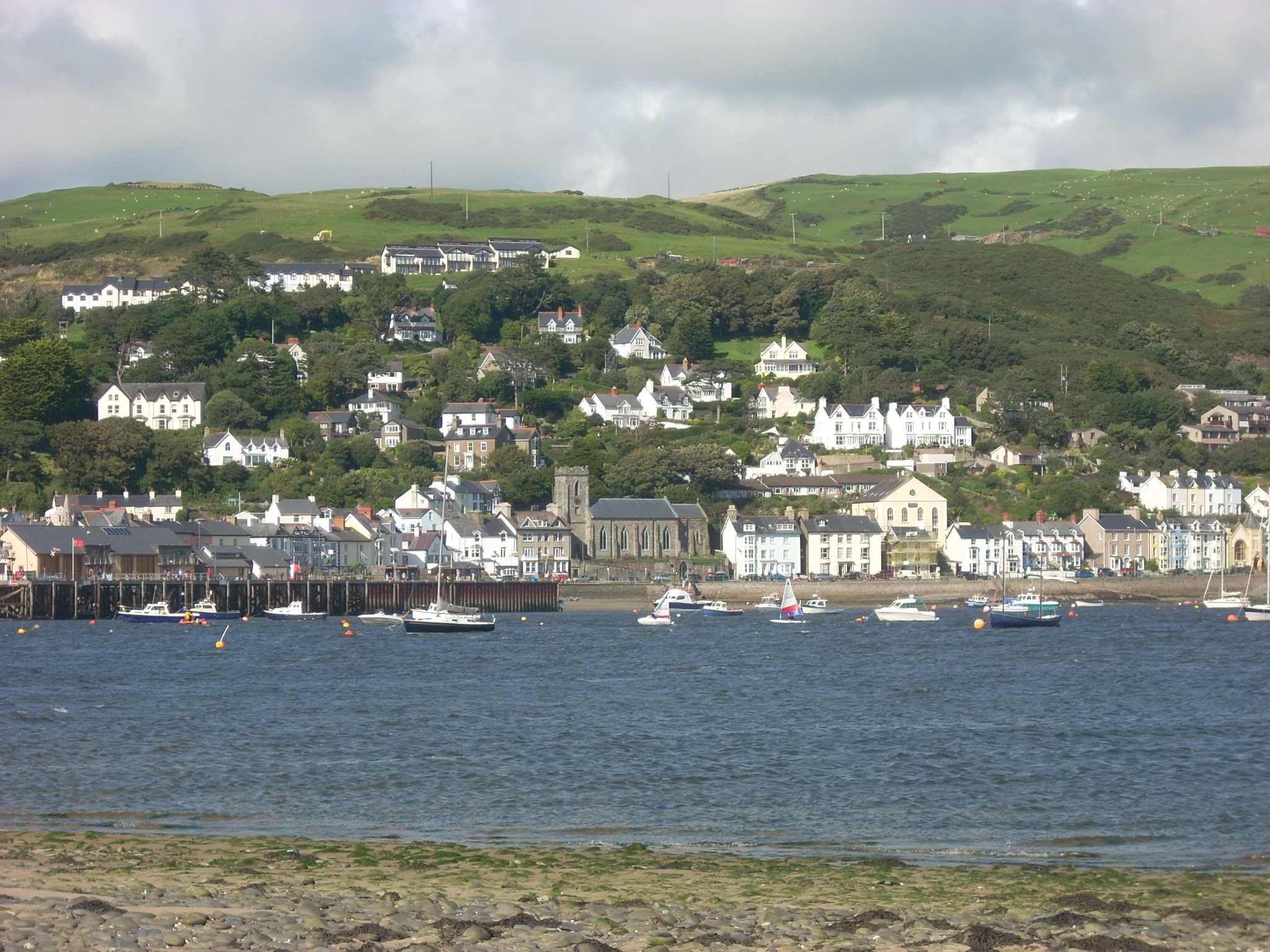
Aberdyfi do outro lado do rio.

A tradição local sugere que os romanos abriram uma trilha que passava por Aberdyfi como parte da ocupação militar do País de Gales aproximadamente em 78.
A localização estratégica na região média do País de Gales foi local de várias conferências entre os príncipes galeses do norte e do sul em 540, 1140, e do Conselho de Aberdyfi em 1216. A colina no centro de Aberdyfi, Pen-y-Bryn, foi escolhida para a construção de fortificações na década de 1150, logo após destruídas. O Castelo de Aberdyfi no entanto, é dito ter sido construído sobre um monte de terra de forma cônica resultante de obras de terraplanagem mais acima do rio perto de Glandyfi.
Em 1597, o navio espanhol "Urso de Amsterdã" entrou no estuário do rio Dyfi e foi incapaz de sair por dez dias por causa do vento. Ele não podia ser abordado uma vez que não havia barcos adequados disponíveis.
Em 1700, a aldeia cresceu com a construção de vários dos hotéis ainda existentes (o Dovey Hotel, Britannia e Penhelig Arms). O cobre foi extraído onde é hoje a rua Copperhill, e o chumbo em Penhelig.

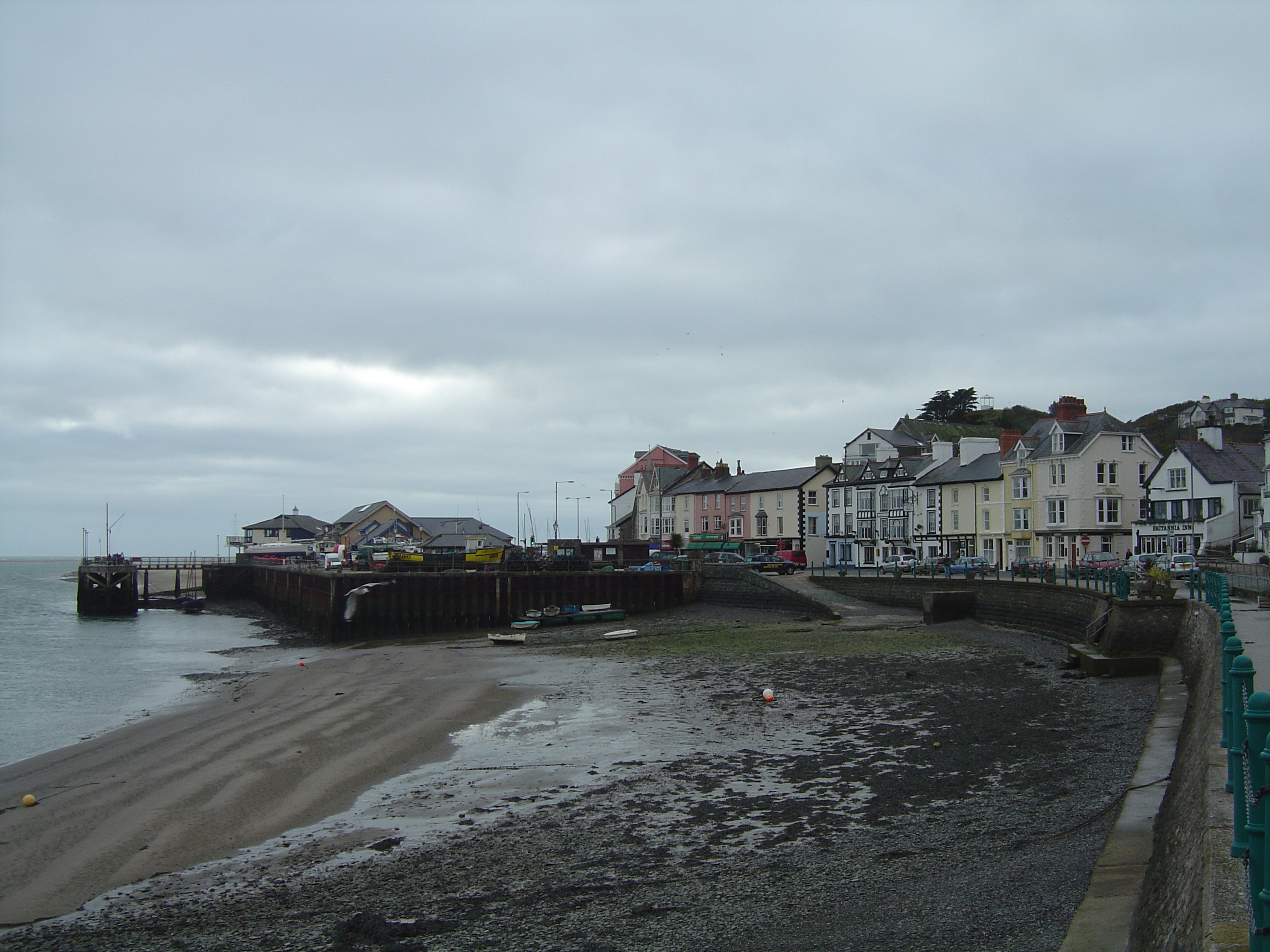
O porto de Aberdyfi

Na década de 1800, o porto de Aberdyfi estava no seu auge. As principais exportações eram de ardósia e casca de carvalho. A construção naval era baseada em sete estaleiros em Penhelig onde 45 veleiros foram construídos entre 1840 e 1880.
A ferrovia chegou a Aberdyfi em 1863 construída pela Aberystwyth e Welsh Coast Railway. O primeiro trem foi transportado pelo rio Dyfi, uma vez que a linha para a Estação ferroviária Dovey Junction e Machynlleth não foram concluídas até 1867. Devido à demanda de público, esta seção teve que utilizar um longo túnel passando por trás de Aberdyfi, e outras grandes obras de terraplanagem e túneis foram necessários ao longo da margem do rio. Esta linha, que se tornou parte das Cambrian Railways, e mais tarde da Great Western Railway, tem paisagens muito belas.

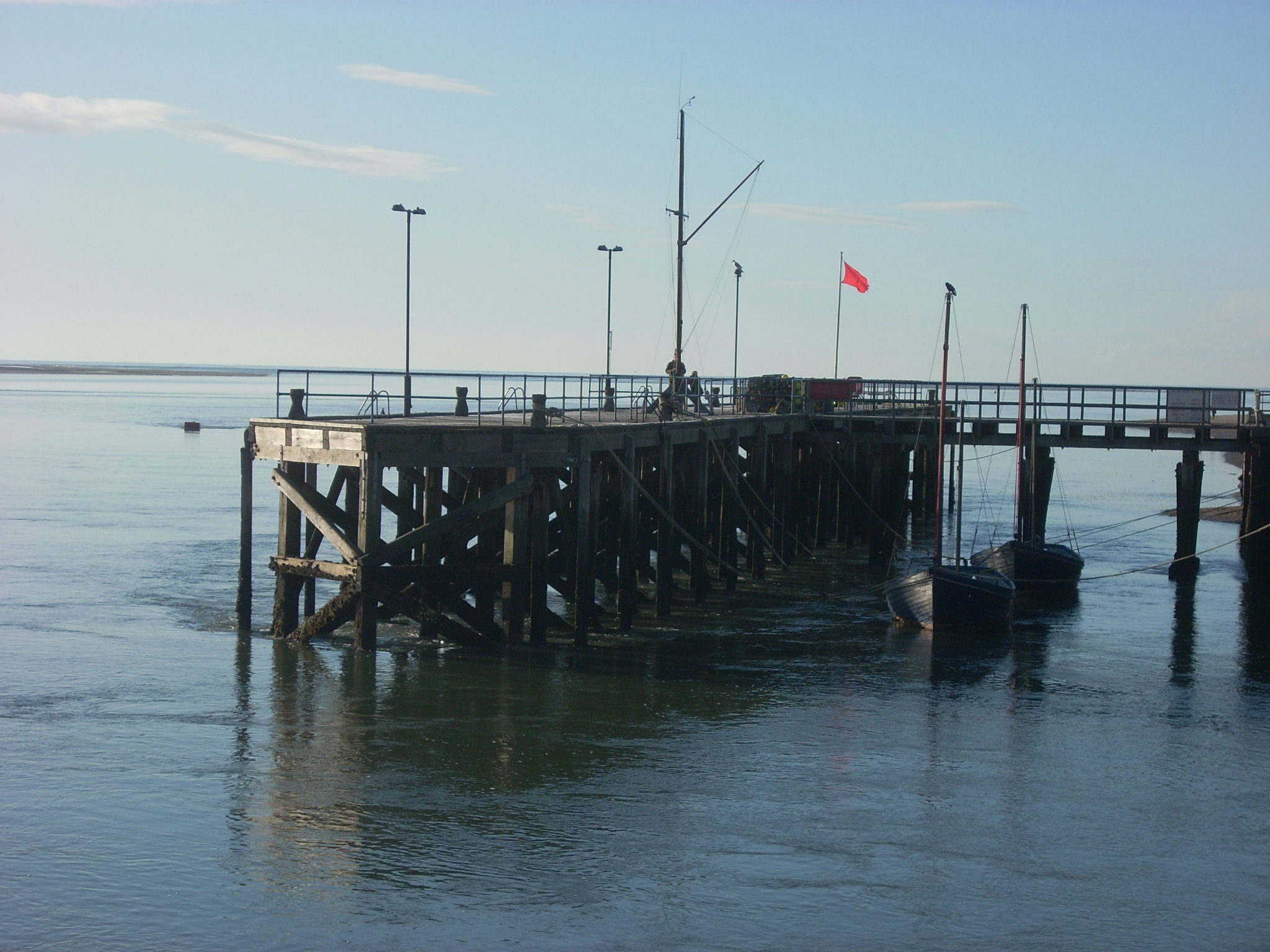
O píer de Aberdyfi no inverno.

Um píer foi construído em 1887, com as linhas férreas ligando ele ao cais e à linha principal. A Aberdyfi & Waterford Steamship Company importou gado da Irlanda, que foram transportados via ferrovia para outras regiões. Carvão mineral, calcário e madeira também foram importados.
As ligações marítimas costeiras locais com Liverpool eram frequentes, com muitos habitantes de Aberdyfi partindo em viagens internacionais de Liverpool. O S.S. Dora foi um dos últimos navios mercantes entre Aberdyfi e Liverpool e foi afundado, sem nenhuma perda de vida, por um submarino alemão em 1917.
Muitas capelas foram construídas em Aberdyfi. Entre elas estão: a capela metodista calvinista galesa, a capela presbiteriana inglesa, a capela metodista wesleyana, e a capela congregacional independente galesa. A (anglicana) Igreja do País de Gales é São Pedro, e a do Cristo Rei é católica.
O píer e o cais continuaram em uso comercial de carvão mineral até 1959. Após negociações prolongadas, renovações de 1968 a 1971, incluindo a reconstrução do píer, resultou no seu uso atual, principalmente para fins recreativos. Alguma pesca local ainda ocorre.
O primeiro centro Outward Bound foi inaugurado em Aberdyfi em 1941. Muitas de suas atividades envolvem o rio, barcos e o píer.
O time de futebol ganhou a Competição Copa Amadora Galesa em 1934.
O primeiro barco salva-vidas de Aberdyfi foi comprado em 1837. Gerido pela Royal National Lifeboat Institution desde 1853, tem participado de muitos resgates, infelizmente, às vezes, com perda de vidas de membros da tripulação. O barco salva-vidas atual, um Atlantic 75, está alojado na casa de barcos próximo ao píer. Atualmente ele atende uma média de 25 emergências por ano.

## Transporte
O acesso rodoviário a Aberdyfi é pela A493, com Tywyn situada 6,5 quilômetros ao norte e Machynlleth 18 quilômetros ao leste. Aberdyfi está na linha ferroviária Cambrian Coast. A aldeia de Aberdyfi tem duas estações ferroviárias: Aberdovey e Penhelig. Os trens da linha cambriana são operados pela Arriva Trains Wales. O serviço de ônibus local também é operado pela Arriva.
A balsa costuma operar através do rio Dyfi até Ynyslas.

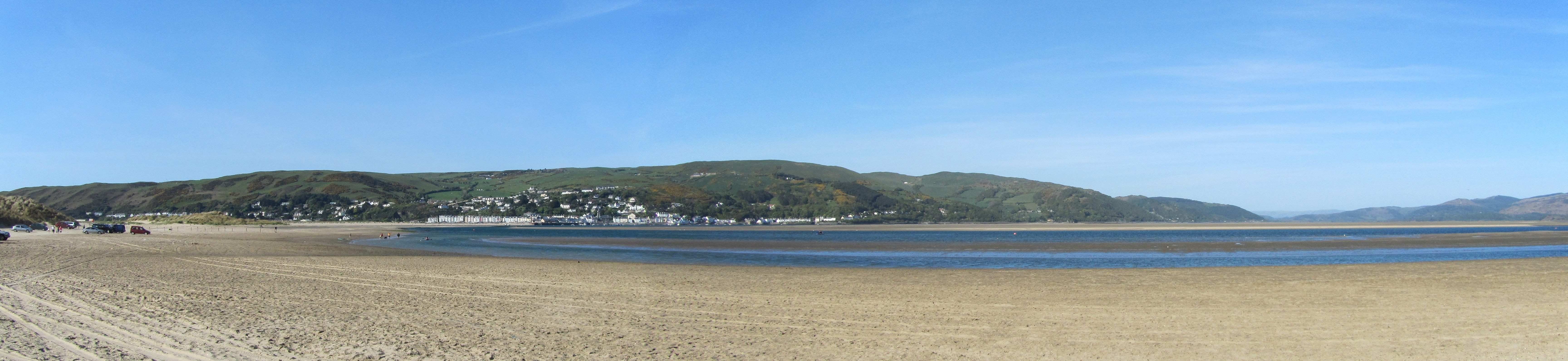
Aberdyfi e o vale do rio Dyfi, visto das dunas de Ynyslas, abril de 2011.

## Recreação
As atividades recreativas populares concentram-se na praia e nos esportes aquáticos, como windsurf, kitesurf, pesca, captura de caranguejo, iatismo e canoagem no estuário do rio.

Atividades em Aberdyfi
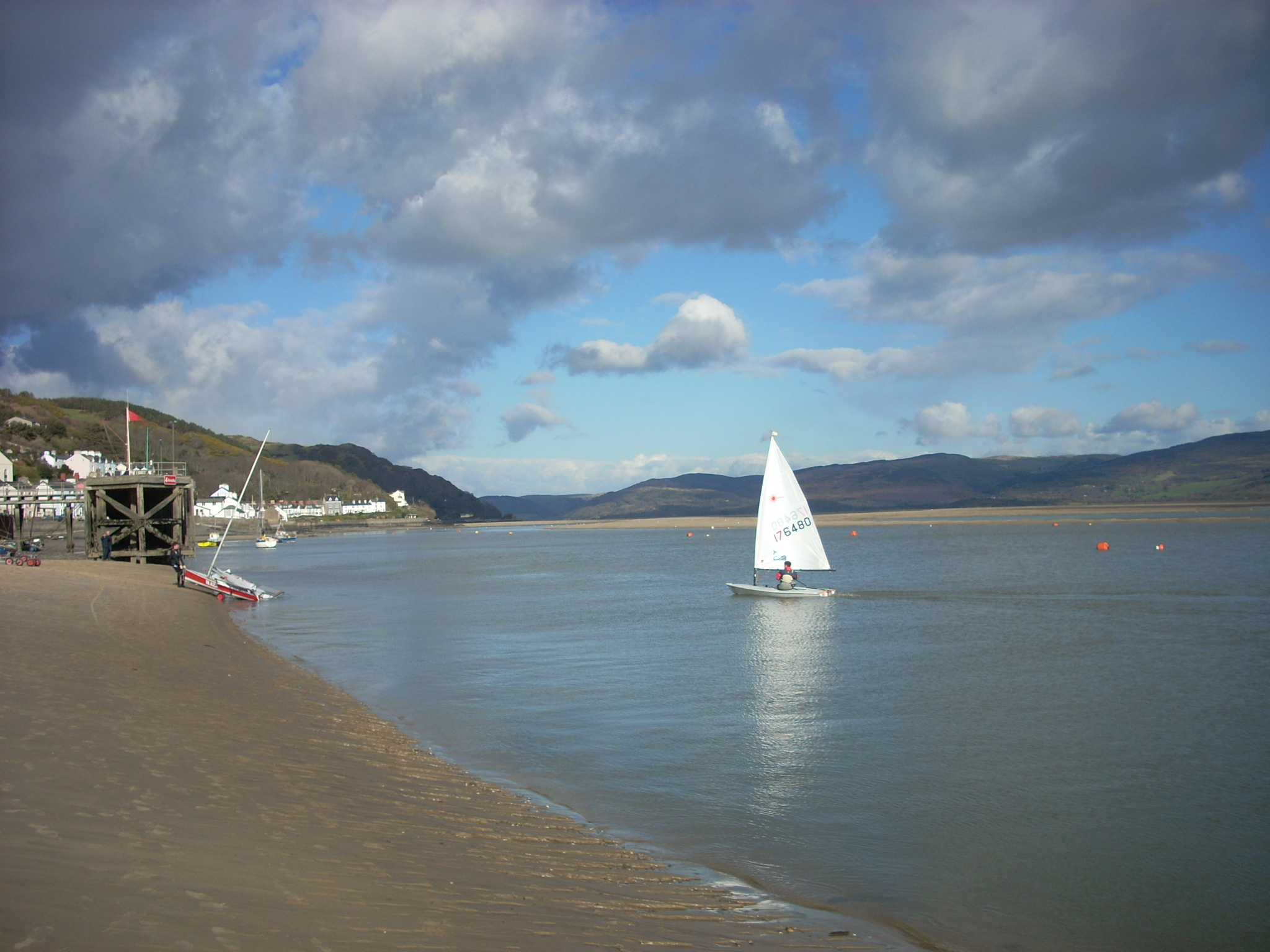
Iatismo na praia de Aberdyfi
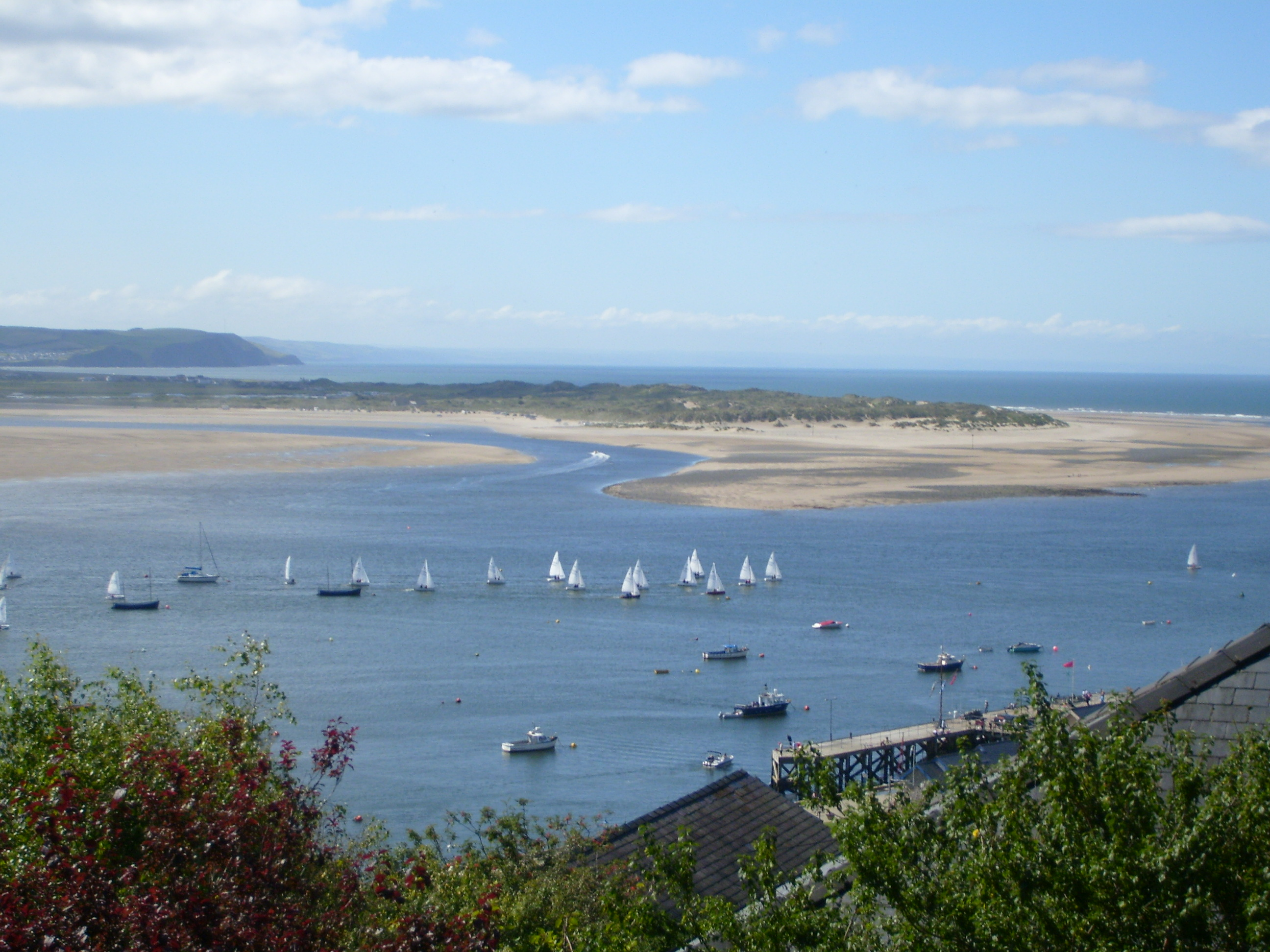
Corrida de veleiros no estuário do rio Dyfi
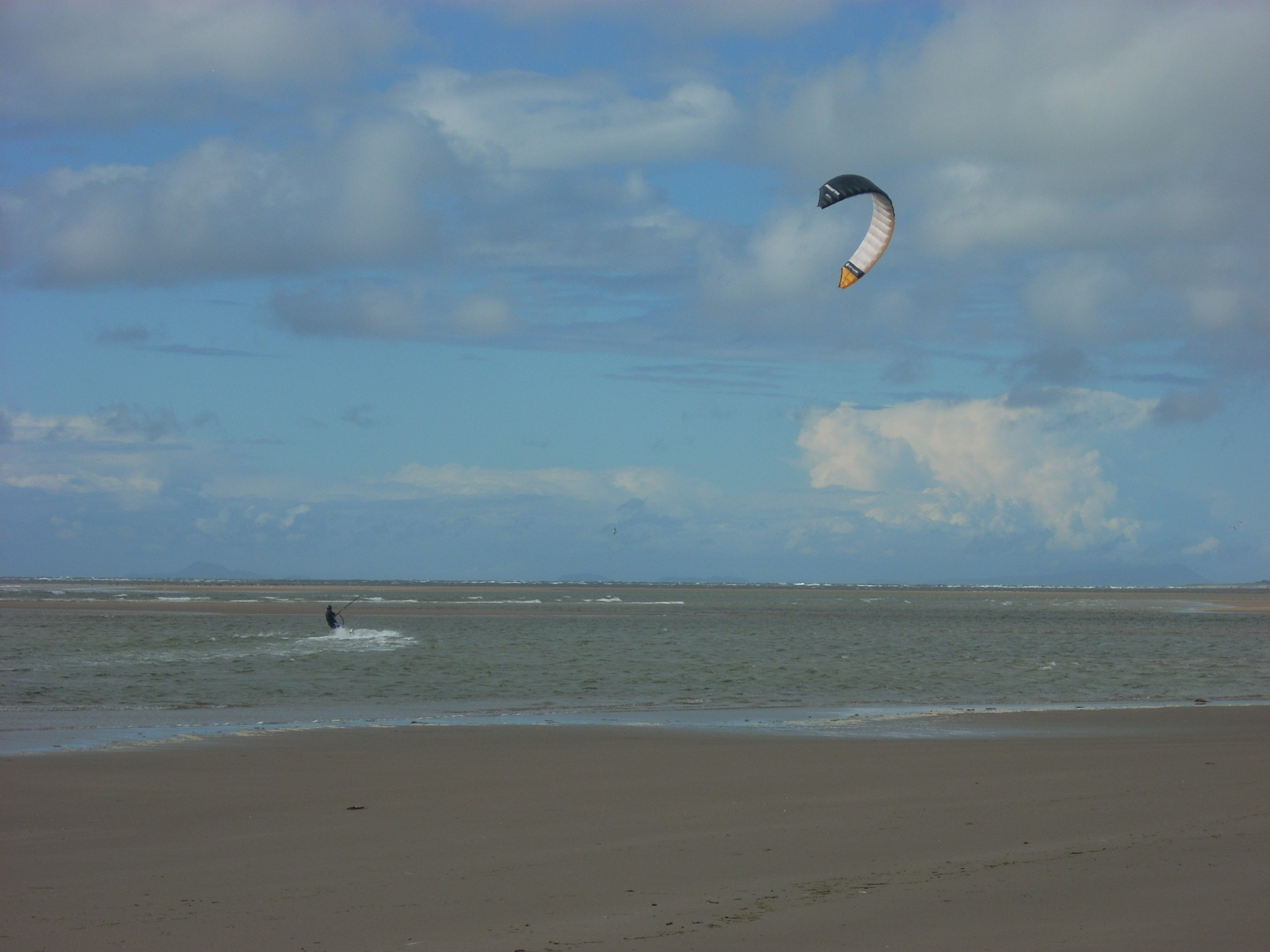
Kitesurf no rio Dyfi
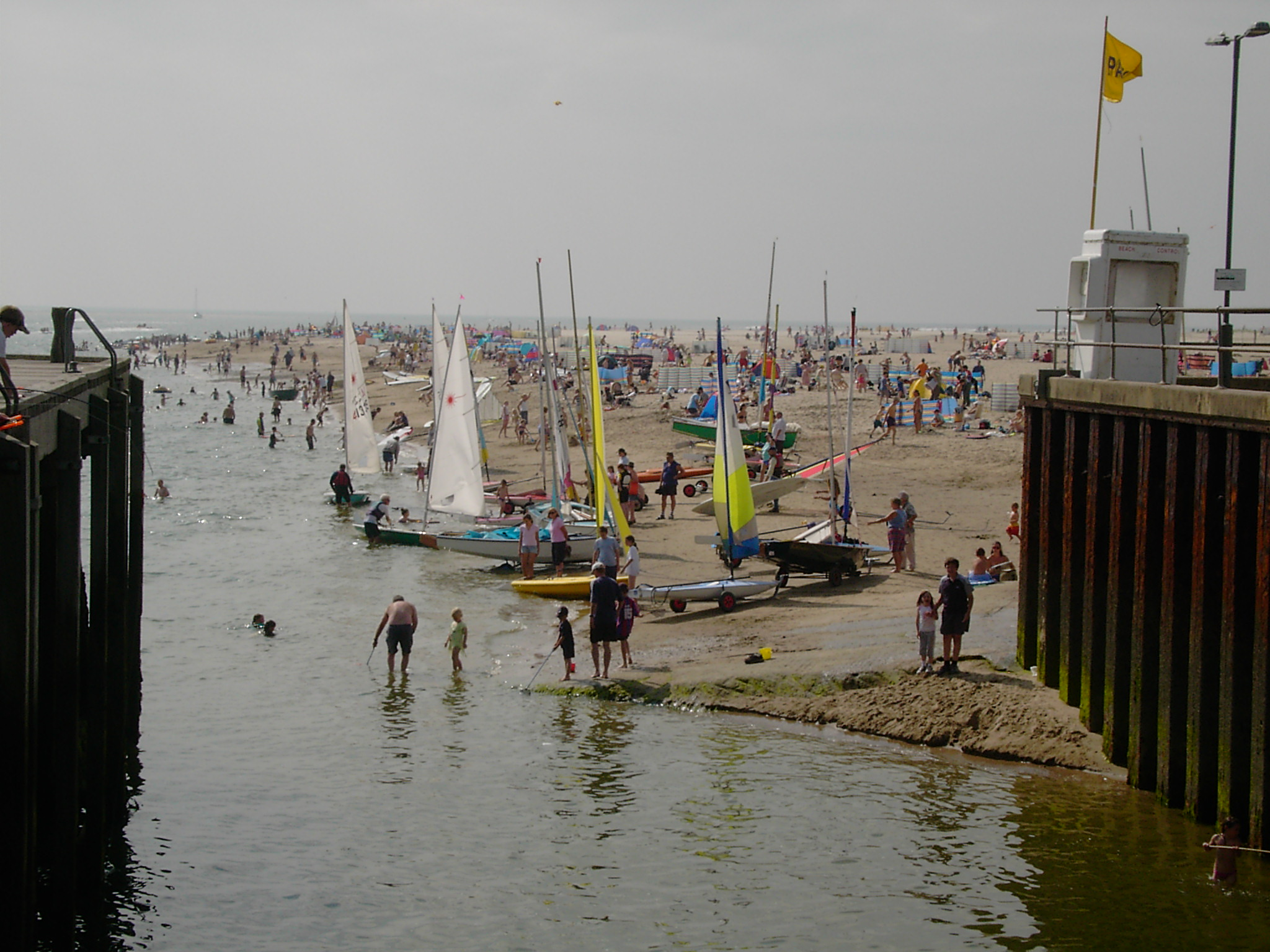
A praia de Aberdyfi durante um feriado

O Dovey Yacht Club tem uma posição de destaque no rio, de frente para a aldeia. Foi fundado em 1949 e ajudou a desenvolver a popularidade da classe de veleiro ligeiro GP14. Ele organiza corridas de veleiros durante toda a temporada no estuário do rio Dyfi.
O Aberdovey Golf Club, fundado em 1892, é um famoso campo de 18 buracos localizado perto da estação ferroviária. É mundialmente conhecido, tendo sido descrito com frequência e liricamente na imprensa por Bernard Darwin, o escritor de golfe, que foi membro notável do clube. Em 1895, foi o local do primeiro Campeonato da União de Golfe galês. Os membros atuais incluem Ian Woosnam e Peter Baker
Situado junto ao Aberdyfi Golf Club está o clube de futebol de Aberdyfi ostentando um dos melhores campos de futebol do médio Gales.
O Aberdyfi Rowing Club é praticado no estuário do rio Dyfi e na baía de Cardigan. Participa de corridas por todo o litoral do País de Gales e internacionalmente.
O Instituto Literário Aberdovey, fundado em 1882, está situado em frente ao rio. A escritura de 1923 registra que ele foi criado em perpetuidade como "um lugar de recreação, educacional e de convívio social não sectário, não político, incluindo ... salas de leitura, de escrita, biblioteca, salas de bilhar, de concertos ..."
Neuadd Dyfi é um salão comunitário, centro de conferências e teatro de propriedade da aldeia para as atividades da aldeia. Ele serve para uma série de organizações e eventos locais.

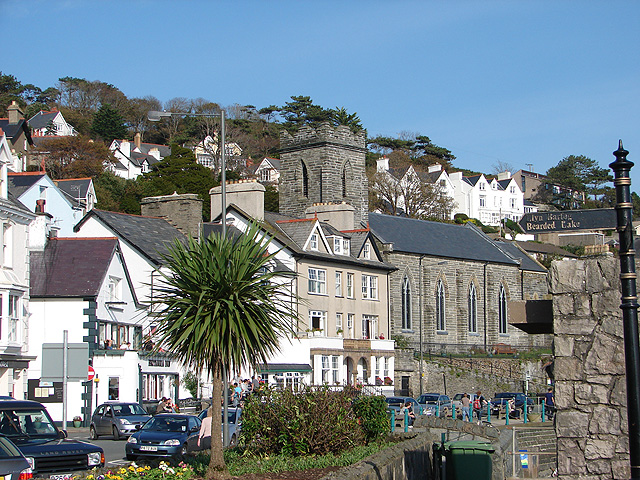
Os sinos da igreja de São Pedro podem tocar o Clychau Aberdyfi

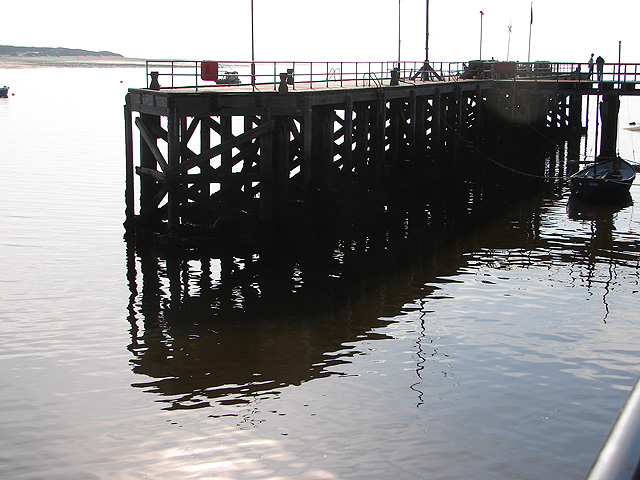
Um sino instalado sob o píer sinaliza a maré alta.